# Willy-August Linnemann
Willy-August Linnemann (født 4. juni 1914 i Harreslevmark, Sydslesvig, død 22. august 1985 i Gentofte) var en dansk forfatter.
Linnemann blev født af dansk-sydslesvigske forældre i Harreslevmark ved Flensborg. Han gik på Duborg-Skolen og senere på Vestjysk Gymnasium i Tarm, hvorfra han blev student i 1933. I vinteren 1934-35 var han elev på Askov Højskole. Derefter begyndte han at læse på Københavns Universitet. I 1936 blev han dansk statsborger. Tre år senere debuterede han med romanen Sangen om de lyse nætter. Senere fulgte Natten før Freden (1945) og Mit Land laa i Mørke (1949). Romanerne fokuserede på menneskernes skæbne under krigen. I 1953 fulgte rejsebogen Syd for Pyrenæerne. Linnemanns hovedværk er de fem bind store såkaldte Europafortællinger (1958-66), der følger en sønderjysk slægts udvikling gennem flere århundreder. Fra 1968 til 1974 skrev han endnu en romanserie på i alt syv bind om det moderne grænseland, begyndende med Fabrikanten i 1968 og afsluttet med Protestanten i 1974. En gennemgående træk i romanserien er kritikken af det højt industrialiserede velfærdssamfund. Linnemann skrev også en række hørespil og skuespillet Slesvig, der opførtes på Folketeatret i 1946. Linnemann var stærk præget af sin opvækst i Sønderjylland. Han skrev ud fra en værdi-konservativ samfundskritik og forsøgte at forbinde den lokale med den fælleseuropæiske ide.
Villy-August Linnemann fik en række danske litteraturpriser. I 1958 modtog han Gyldendal-prisen, et år senere fulgte Kritikerprisen og i 1968 modtog han Holberg-medaljen. Han døde den 22. august 1985 i Gentofte.

## Priser og hæder
- 1959 Kritikerprisen
- 1960 Boghandlernes gyldne Laurbær
- 1968 Holberg-medaljen

## Eksterne referencer
- Willy-August Linnemann på gravsted.dk

Biografi af Linnemann